# Płonka-Kozły
Płonka-Kozły – wieś w Polsce położona w województwie podlaskim, w powiecie białostockim, w gminie Łapy. Ma status sołectwa. Zajmuje obszar 283 ha.
| SIMC    | Nazwa     | Rodzaj    |
| ------- | --------- | --------- |
| 0033927 | Cegielnia | część wsi |
| 0033933 | Wągroda   | część wsi |

Zaścianek szlachecki Kozły należący do okolicy zaściankowej Płonka położony był w drugiej połowie XVII wieku w powiecie suraskim ziemi bielskiej województwa podlaskiego. W czasie Królestwa Polskiego miejscowość należała do gminy Sokoły. W latach 1975–1998 miejscowość administracyjnie należała do województwa białostockiego.
Wierni kościoła rzymskokatolickiego należą do parafii św. Michała Archanioła w Płonce Kościelnej.